# HOSPITAL. 6人の医師
『HOSPITAL. 6人の医師』（ホスピタル ろくにんのいし）は、2010年6月17日にアトラスから発売されたWii用ゲームソフト。アメリカでは同年5月18日に発売。
タイトルこそ異なるものの、超執刀 カドゥケウスシリーズの流れを汲み、『カドゥケウスZ 2つの超執刀』から2年後の世界を背景とし、同シリーズの地名やキャラクターも登場する。日本国外でのタイトルは『Trauma Team』。
2015年、Wii Uでもダウンロード販売が開始された。

## 概要
「リザルガム・ファーストケア」という病院を舞台に、六人の医師をそれぞれ主人公に据えた作品。主人公ごとにシナリオと担当医が分かれており、それにより求められる目的や操作も異なるようになる。なお、『カドゥケウス ニューブラッド』のように多人数プレイに対応している（外科では、手術器具はあらかじめプレイヤーごとに個別に使える器具を設定する等）。
シナリオの表示形式は前作までは対話形式であったが、今作ではアニメーション型のコミック形式が採用されている。始めは各医師の視点で追った個別シナリオ6つが用意されており、全てのシナリオをクリアすると個別シナリオ以降に起こった一連の時系列による共通ルートが解禁される（共通シナリオにおいては、シナリオ進行に応じて担当医師が変化する）。
難易度は3段階に設定可能。なお、全てのシナリオはスコアアタックなどのやり込み要素が存在する。その中で、最上級モードで最高ランクを取る条件がシビアに設定されている。『ニューブラッド』と同じく日本国外での発売が意識され、その配慮や変更点がなされている。
以下、本作で操作することになる担当医師のゲームパートの内容について記す。
外科
担当医：CR-S01
カドゥケウス ニューブラッドなどで見られる外科手術を基本システムにしている手術。
従来のシリーズ通りの感覚で操作できる。本作では、メス中のバイタル低下がなくなり、超執刀が発動できない。
内視鏡
担当医：トモエ・タチバナ
3D空間の体内の中を、Wiiリモコンを前へ押し出すことで内視鏡を動かし術野の移動を行うという、独特の操作を要求される手術。
視点の移動以外に、ヌンチャクのスティックを使って器具を動かすことも可能。そのため、外科、救急救命ではスティックを操作することで随時器具を選択出来たが、内視鏡は一度任意にツールパレットを開閉して選択する形式を取っている。
体内移動を主観視点で操作するため、空間を把握することが必要になる。補助としてレーダーで病巣などを確認可能。
壁などに当たるとダメージとなりバイタル値が低下し、0になるとゲームオーバーとなる。
整形外科
担当医：ハンク・フリーバード
基本的な操作は外科手術に似ているが、術式は一定の順序を踏み一つずつこなしていく形式で、特定のガイドに沿う・合わせる操作する。
時間制限（手術時間による評価はあり）やバイタルゲージが設定されていない代わりに、「ミスリミット」が個数単位で設定されている。
処置に失敗するとミスリミットが減っていく。計10回ミスでゲームオーバーになる。難易度によってはミス判定になる範囲が狭くなるため、速さよりも正確さを重視した手術を要求される
なお、処置を中断せずにかつ正確に行うことで、評価点の一つであるチェインが加算されていく。チェインが一定量に達するごとにBGMが変化する。
救急救命
担当医：マリア・トレス
事故現場などで複数の患者を相手に応急処置を施す。操作は外科と同じだが、あくまで応急処置が目的であるため、使える道具も最低限。
診る患者全員の状態はトリアージタグとして簡易表示されており、それぞれの患者のバイタルを色で確認したり、応急処置を行う患者を切り替える事が可能。時折、新たな患者が事故現場から救出されたり、処置中の患者から事故現場から救出されていない患者の話を聞くことで、診る患者が増えることもある。
救急に失敗した患者の合計人数が、設定された限界数を超えると救助失敗となる。複数の患者の状況を見極めて優先度を決定する判断力が要求される。これに限り追加器具が多い。
診断
担当医：ガブリエル・カニンガム
患者の話を聞き（問診）、聴診や視診、画像診断検査を行い、患者の異様な点や正常例と比較した違いから症状を発見する。診断で得た情報を診断補助端末「RONI_system（声：山下百合恵）」に記録させ、リストアップした症状と診断候補の病状を当てはめ、患者の病名を見極める。
ミスリミットが設定されており、症例判断や診断を誤ると減少し、5回ミスするとゲームオーバーになる（間違いではないが、正解でも無い判断選択肢も存在する）。なお、聴診時の音声はWiiリモコンからも出力可能。このパートはセーブが可能。
検視
担当医：ミラ・キミシマ
遺体の検分や遺留品、現場検証、証言者の話などを総合し、事件の真相を推理、解明していく。
集めた情報はヒントカードとしてまとめ上げられ、捜査官に分析を依頼したり、2つのヒントカードから1つのヒントカードにまとめあげ、最終的に証拠カードにすることができ、すべて集めると犯人の証明を行う。最後の犯人証明には、この証拠カードを使用する。
ミスリミットが設定されており、選択クイズ形式の推理や犯人証明で判断を間違えると減っていく。10回ミスするとゲームオーバーになる。なお、明らかに場違いな、いわゆるボケ選択肢が含まれていることがある。これも診断パート同様セーブができる。

## 登場人物

### 6人の医師
CR-S01 / エルハルト・ミュラー
声：櫻井孝宏
懲役250年の判決を受けた超長期刑囚。冷凍監獄に収監されていたが、司法取引により減刑を条件に外科手術を依頼され、リザルガム・ファーストケアを訪れる。
自らが起こしたとされるバイオテロの影響で記憶を失くしている身でありながら、医師としては相当の実力を持つ。
「CR-S01」は彼の囚人番号を示し、馴れ合いを避けるという意味で本名は病院のスタッフにも知らされておらず、スタッフには主に「囚人先生」と呼ばれている。
患者の身体を巣食う黒い痣であるロザリアに何らかの見覚えがあり、それを思い出した時、失われた記憶全てが蘇り、物語で重要な存在となる。
本名はエルハルト・ミュラーで幼い頃から知能指数が高く、頭が良かったが、それ故に家族とは疎遠になり、交通事故で家族を失い、ある研究者が引き取った過去を持つ。
トモエ・タチバナ（橘 友枝）
声：伊藤静
リザルガム・ファーストケアの内視鏡医。着物を着ている。日本の武家出身。
自由を求め、従者のハンゾウとともに渡米してきたが、自分は家の体面に生かされている傀儡という考えに囚われている。
日本の伝統工芸を施した特注の内視鏡を使って施術しており、本人いわく「己が用いる道具に心を注げぬは、士道不覚悟ですよ?」。
ハンク・フリーバード
声：菅原正志
リザルガム・ファーストケアの整形外科医。軍隊を退役した後、人の命を救うべく医の道を志す。「生きているだけで素晴らしい」という持論を持つ。
街では「キャプテン・イーグル」という正義の超人ヒーローとして活動するが、様々な出来事から偽善者呼ばわりされ、自分の正義について思い悩む。
マリア・トレス
声：生天目仁美
リザルガム・ファーストケアの救急救命医。「現場のヒーロー」を目指している。
男勝りかつ短気で、使えない周囲のスタッフに怒りをぶつけることもしばしば。しかし情に篤い。
時々ある少女の幻影を見かけている。
ガブリエル・カニンガム
声：藤原啓治
リザルガム・ファーストケアの診断専門医。診断室でタバコを吹かすなど医師らしかぬ振る舞いではあるが、診断の腕は一流。
観察力に優れ、症状を隠す患者にあることをし、その症状を見せさせている。
息子のジョシュア（声 - 大津田裕美）と妻のリサ（声 - 武田華）を持つ父親であったが、現在は別居中。
ミラ・キミシマ
声：渡辺明乃　
『カドゥケウスZ 2つの超執刀』にも登場した元天才外科医。ある難病に冒され、余命半年と判明した後は一線を退く。
今はカンバーランド法医学研究所に勤務する傍ら、FBIからの要請で検視官を務めている。
研究所の隣に住む少女アリッサと出会い、猫の誤飲を治したことをきっかけに彼女との交流を深めていく。
月森孝介と面会したことがあり、持病の診断も彼である。彼女の病は終盤で明らかになる。

### その他の人物
イーシャ・パテル
声：浅野まゆみ
リザルガム・ファーストケアの医局長。明朗快活で軽い口調だが、リーダーシップと医師としての腕前は確かな姉御肌。
ダネル・セラーズ
声：浅沼晋太郎
リザルガム・ファーストケアの看護師。とても優しく誠実で実直な好青年。生真面目すぎる所があり、よく周囲に振り回されている。
エマ・ウィルソン
声：喜多村英梨
リザルガム・ファーストケアの看護師。リザルガム・ファーストケアに入ったばかりの新米看護師。
イアン・ホールデン
声：小杉十郎太
FBIの特別捜査官。8年前に起こったバイオテロを捜査を指揮し、CR-S01を逮捕した。
ニコル・サマーズ
声：りんこ
ミッションジュニアハイスクールに通う合唱部の女性部員。コンクール直前に喉の不調を感じ、リザルガム・ファーストケアを訪れる。
ジェイコブ・ティルマン
声：岐部公好
アメリカ保険社会福祉省次官補。捻くれ者だが、強い信念を持つ発言は的を射ている。自宅で意識を失い搬送されるも、ただの風邪だと言い張って診断を拒む。
シェリー・ブルックス
声：中尾衣里
大手証券会社に勤める女性。慢性腎不全の診断を受けて2か月前に腎移植を受けたが、体調を崩してリザルガム・ファーストケアを訪れる。美貌と教養を持ち合わせたいわゆる才色兼備だが、仕事一筋のため、色恋沙汰には無頓着。
ネイヴル
声：東地宏樹
FBIから派遣された特別捜査官で、ミラの過去を知る数少ない人物。実直だが倫理的にズレている所がある。
アリッサ・ブレスリン
声：高下三佳
カンバーランド法医学研究所の隣に住む明朗快活で天真爛漫な少女。
ハンゾウ・カナダマル（金田丸 半蔵）
声：中村浩太郎
トモエの執事。トモエと共に渡米した。身の回りの世話や手術の手伝いなどもこなす。物静かで常にトモエの安全に気を配っている。
橘 義景（たちばな よしかげ）
声：斧アツシ
トモエの父。
クレア・ブラント
声：井口裕香
自殺未遂でリザルガム・ファーストケアに搬送された少女。両脚を骨折するもハンクの手術によって一命を取り留めた。生きることに無気力になっているが、術後の彼との対話がきっかけで彼に寄り添うことになる。
RONI system
声：山下百合恵
人工知能を持った政府開発の次世代診断補助端末。「RONI」は「ラピッド・オペレーション・ネットワーク・インテリジェンス・ターミナル」の略。融通が利かない性格。

## スタッフ
- ディレクター：金田大輔
- シナリオ：小林鉄兵
- プログラム：池田高明
- キャラクターデザイン：土居政之
- サウンド：喜多條敦志、小塚良太、目黒将司